# Помароло
Помароло (італ. Pomarolo, вен. Pomaroło) — муніципалітет в Італії, у регіоні Трентіно-Альто-Адідже,  провінція Тренто.
Помароло розташоване на відстані близько 470 км на північ від Рима, 16 км на південь від Тренто.
Населення — 2478 осіб (2014).
Щорічний фестиваль відбувається 26 липня. Покровитель — San Cristoforo.

## Демографія
Населення за роками:

Станом на 1 січня 2023 року в муніципалітеті офіційно проживало 105 іноземців з 22 країн, серед них 31 громадянин країн Євросоюзу та 6 громадян України.

## Сусідні муніципалітети
- Альдено
- Чимоне
- Номі
- Роверето
- Вілла-Лагарина
- Волано